# Robert Colbert
Robert Colbert (Long Beach, 26 luglio 1931) è un attore statunitense.
Robert Colbert raggiunse una certa popolarità negli anni '60 come uno dei protagonisti della serie Kronos - Sfida al passato.

## Filmografia

### Cinema
- La giostra dell'amore (Joy Ride), regia di Edward Bernds (1958)
- Febbre nel sangue (A Fever in the Blood), regia di Vincent Sherman (1961)
- Un pugno di fango (Claudelle Inglish), regia di Gordon Douglas (1961)
- Al di là di ogni ragionevole dubbio (The Lawyer), regia di Sidney J. Furie (1970)
- Donne amazzoni sulla Luna (Amazon Women on the Moon), regia di Joe Dante (1987)
- Scappa, scappa... poi ti prendo! (I'm Gonna Git You Sucka), regia di Keenen Ivory Wayans (1988)
- Risvegli da un coma glaciale (The Chilling), regia di Deland Nuse, Jack A. Sunseri (1989)

### Televisione
- Bourbon Street Beat – serie TV, episodi 1x07-1x26-1x33 (1959-1960)
- Sugarfoot – serie TV, episodi 3x13-4x02 (1960)
- Surfside 6 – serie TV, episodi 1x07-1x24 (1960-1961)
- Hawaiian Eye – serie TV, 7 episodi (1960-1962)
- The Alaskans – serie TV, episodi 1x16-1x35 (1960)
- Colt .45 – serie TV, 3 episodi (1960)
- Maverick – serie TV, 3 episodi (1960-1961)
- Indirizzo permanente (77 Sunset Strip) – serie TV, 7 episodi (1960-1964)
- Bus Stop – serie TV, episodio 1x23 (1962)
- Scacco matto (Checkmate) – serie TV, episodio 2x25 (1962)
- Thriller – serie TV, episodio 2x25 (1962)
- Il virginiano (The Virginian) – serie TV, 3 episodi (1962-1964)
- La legge del Far West (Temple Houston) – serie TV, episodio 1x09 (1963)
- Sotto accusa (Arrest and Trial) – serie TV, episodio 1x14 (1963)
- Bonanza – serie TV, episodio 7x08 (1965)
- Perry Mason – serie TV, episodi 8x28-9x07 (1965)
- Kronos - Sfida al passato (The Time Tunnel) – serie TV, 30 episodi (1966-1967)
- La città degli acquanauti (City Beneath the Sea), regia di Irwin Allen – film TV (1971)
- Supercar (Knight Rider) – serie TV, episodio 2x21 (1984)
- Hunter – serie TV, 4 episodi (1987-1988)